# جيادا ويلتشاير
جيادا ويلتشاير (بالإيطالية: Giada Wiltshire)‏ (ولدت في 06 أكتوبر 1990 في لوغو دي رومانا، رافينا) هي مسابقة ملكة جمال إيطالية من أصل إنجليزي، فازت بلقب ملكة جمال العالم إيطاليا 2007 ومثلت إيطاليا في مسابقة ملكة جمال العالم 2007 في جمهورية الصين الشعبية. درست في معهد فنون فاينسا في رافينا ، إيطاليا.

## روابط خارجية
جيادا ويلتشاير على إنستغرام